# Ford S-MAX
Форд с-макс (енгл. Ford S-Max) је аутомобил који производи амерички произвођач аутомобила Форд од 2006. године, тренутно у другој генерацији.

## Историјат
Форд с-макс је у каросеријској верзији минивен, а Форд га описује као спортско активно возило, са наменом да буде спортски као лимузина, а простран као минивен. Позициониран је између мањег моноволумена ц-макса и већег брата галаксија. Заснива се на истој платформи као галакси и мондео.
Форд с-макс је добио много позитивних оцена и хваљен је због својих возних особина, изгледа и практичности, а 2007. године осваја награду за Европски аутомобил године. Главни конкуренти су му Еврованс, Опел зафира, Рено еспас, Ситроен Ц4 пикасо, Фолксваген туран.

### Прва генерација (2006–2014)
Прва генерација је представљена 2006. године на салону аутомобила у Женеви. С-макс је прво возило у Фордовој линији који је представио Kinetic Design стил. Овај дизајн укључује угаона светла, двоструке трапезоидне решетке и велике точкове. Дужине је 4.770 мм, ширине 1.885 м и висине 1.660 мм са међуосовинским растојањем од 2.850 мм
Може бити опционо опремљен са три реда седишта, односно може да смести седам путника. Једна од главних продајни ствари код с-макса јесте Fold Flat System, код кога се седишта другог и трећег реда притиском на дугме, без ручног склапања, увуку у под, стварајући додатни простор за одлагање. Код модела са пет седишта волумен пртљажника износи 625 литара, а кад се сва седишта спусте запремина се повећава на огромних 2100 литара.
Године 2010, с-макс је редизајниран, када добија лед задња светла, нове моторе, стилизована врата пртљажника и нову решетку на предњем делу. Био је опремљен АБС кочницама, контролом стабилности, предњим ваздушним јастуцима, ваздушним јастуцима за колена возача, затим са јастуцима за рамена и главу у првом и другом реду и бочним ваздушним јастуцима. На европским тестовима судара 2006. године, добио је максималних пет звездица за безбедност одраслих путника, а четири за безбедност деце.
Уграђивали су се бензински мотори од 1.6 (160 КС), 2.0 (145, 203 и 240 КС), 2.3 (160 КС) и 2.5 (220 КС) и дизели од 1.6 (115 КС), 1.8 (115 и 125 КС), 2.0 (115, 130, 140 и 163 КС) и 2.2 (175 и 200 КС).

### Друга генерација (2014–)
Друга генерација је представљена на салону аутомобила у Паризу 2014. године, али је производња покренута тек крајем 2015. године. Дизајнерски стил је веома сличан као код рестилизованих модела фокуса III и фијесте VI, а карактерише га хромирана маска хладњака и светлосне групе по угледу на Астон Мартин. Дужи је за 26 мм од претходне генерације, док је међуосовинско растојање остало исто.
Форд с-макс II је модернији и помало агресивнији аутомобил, а посебно се истичу предња и задња светла. Заснован је на мондеу пете генерације, а од опреме издваја се електрично склопиви трећи и други ред седишта (као и у претходној генерацији), систем „хендс-фри” отварања пртљажника, нови бочни ваздушни јастуци позади, електро подесиви положај управљача, предња седишта имају уграђено грејање и хлађење као и систем за масажу и друго.
Редизајн је представљен октобра 2019. године, при чему се истиче луксузнија верзија „Vignale”. Код ове верзија модели долазе са дотераном предњом маском са хромираним оквиром, хромираним оквиром светала за маглу, као и кожним предњим панелом и сивим шавовима, воланом са грејањем и алуминијумским детаљима, предњим седиштима са грејањем и хлађењем, уз електрично подешавање и функцијом масаже. Са „Тренд” и „Титанијум” опремом су добили дотерану предњу маску и хромиране оквире предњих светала за маглу, док се „СТ-лајн” одликује јединственим црним грилом у облику саћа и црним оквирима светала за маглу.
Од моторизације уграђују се бензински мотори од 1.5 (160 и 165 КС) и 2.0 (240 КС) и дизели од 2.0 (120, 150, 180, 190, 209 и 240 КС).